# José Liendo
José Gregorio Liendo Vera (Punta Arenas, 26 de agosto de 1945-Valdivia, 3 de octubre de 1973), también conocido como Comandante Pepe, fue un dirigente político chileno, militante del Movimiento de Izquierda Revolucionaria (MIR) y líder del Movimiento Campesino Revolucionario (MCR), uno de los «frentes de masas» de aquella organización entre el campesinado.
Participó en una campaña de ocupación de propiedades rurales y fundos en la zona de Neltume y Panguipulli a unos 170 km al este de Valdivia— desde principios de la década de 1970. Con posterioridad al golpe de Estado, fue considerado responsable de orquestar un asalto armado contra el retén de Carabineros de dicha localidad durante la noche del 12 de septiembre de 1973. Fue ejecutado por militares en el octubre de 1973 en parte de la llamada «Operación Leopardo» que perpetuó al menos tres ejecuciones en masa en la zona.

## Biografía
Estudió en el Liceo de Hombres de su ciudad natal, y luego agronomía en la Universidad Austral de Chile en Valdivia. Contrajo matrimonio con Yolanda Ávila, con quien tuvo a su único hijo, Vladimir Liendo Ávila, en 1971.
A fines de la década de 1960, después de haberse unido al MIR y abandonar sus estudios universitarios, se mudó a la zona de Neltume —una localidad cordillerana próxima a la ciudad de Panguipulli, actual Región de Los Ríos—. En dicha localidad rural participó en 1971 en la creación del Complejo Forestal y Maderero Panguipulli, industria maderera que explotaba los recursos forestales extraídos de fundos previamente arrebatados a sus dueños, con o sin el uso de la fuerza, con el consentimiento tácito del gobierno de Salvador Allende y el conocimiento de las autoridades judiciales de Panguipulli (17 predios y más de 350 mil hectáreas estaban bajo el control de esta empresa en 1973).
El MCR, que Liendo lideraba, estimaba que estas tomas o expropiaciones de tierra se encontraban justificadas, atendido el contexto político (presencia de un gobierno socialista y la vigencia de la Ley de reforma agraria), y las entendía como una campaña popular de reivindicación y «recuperación de tierras».[cita requerida]

## Muerte
Tras el golpe de Estado en Chile de 1973 fue ejecutado, junto con otras once personas, a las 20:40 del 3 de octubre de 1973 en el presidio militar de Llancahue, en la ciudad de Valdivia, por una comisión militar que más tarde se conoció como la «Caravana de la Muerte». Un consejo de guerra lo acusó de haber liderado movimientos insurgentes responsables, entre otros, del ataque a la estación policial en Neltume el 12 de septiembre de 1973, y de la toma del fundo «La Tregua» de Panguipulli en noviembre de 1970 que habría gatillado el posterior suicidio de su propietaria, la inmigrante italiana Antonieta Macchi Bonadey —mencionada erróneamente en años posteriores como Antonieta Maachel—, si bien en el momento de la toma los periódicos El Correo de Valdivia, El Mercurio y El Llanquihue señalaron que la ocupación del fundo se realizó sin violencia.
Su sentencia de muerte fue firmada por el general Sergio Arellano Stark y su fusilamiento ordenado por el entonces coronel Santiago Sinclair, a quien se considera el principal responsable de su muerte. El carácter sumario de los procedimientos, la falta de antecedentes que acrediten la existencia de procesos legalmente tramitados, la presencia de torturas y el tratamiento de estos casos como si se tratara de juicios en tiempos de guerra, aun cuando no existía un estado de guerra en sentido jurídico estricto, permiten considerar a Liendo como ejecutado político.
Su caso fue incluido en el informe de la Comisión Nacional de Verdad y Reconciliación, elaborado entre 1990 y 1991 y que reúne casos de violaciones a los derechos humanos durante la dictadura militar.